# Turdus simillimus
El mirlo indio (Turdus simillimus) es una especie de ave paseriforme de la familia Turdidae propia de la India y Sri Lanka.

## Descripción
El mirlo indio mide entre 19–20 centímetros de largo (algo menor que el mirlo común). Su plumaje es pardo negruzco en las partes superiores, más oscuro en la cabeza, y más claro en las inferiores, especialmente en la garganta y pecho. Tienen un anillo ocular amarillo ancho. Su pico y patas también son amarillos. Las hembras son de color pardo grisáceo más claro su anillo ocular es de un amarillo menos intenso. Los mirlos indios también se diferencian de los mirlos comunes en sus proporciones, el color de los huevos y cantos.

## Taxonomía
El mirlo indio fue descrito científicamente por el zoólogo británico Thomas C. Jerdon en 1839. Anteriormente se consideraba subespecie del mirlo común.
Se reconocen cinco subespecies:
- T.s. simillimus - ocupa los Ghats occidentales desde los montes Biligiriranga y las montañas Nilgiri hasta Nelliampathi, hasta los 2000 metros de altitud.
- T. s. nigropileus - presente en la parte septentrional de los Ghats occidentales hasta los 1820 metros de altitud. Algunas de sus poblaciones migran al sur en invierno.[5] Son de tamaño pequeño y con un anillo ocular muy prominente.[3]
- T. s. spencei - se encuentra en los Ghats orientales.[6] It is of dubious validity, and is often included in nigropileus with which it is said to integrade in the Nallamala Hills.[3][5]
- T. s. bourdilloni - se encuentra en los montes por encima del los 900 metros de altitud del sur de Kerala y Tamil Nadu. Se parece a simillimus con la que se mezcla en los montes Palni,[5] pero sus machos son de color gris oscuro uniforme.[3]
- T. s. kinnisii - es endémica de los montes de Sri Lanka.